# Інаркой
Інаркой (рос. Инаркой) — село у Терському районі Кабардино-Балкарії Російської Федерації.
Орган місцевого самоврядування — сільське поселення Інаркой. Населення становить 1512 осіб.

## Історія
Згідно із законом від 27 лютого 2005 року органом місцевого самоврядування є сільське поселення Інаркой.

## Населення
| 2002  | 2010  | 2012  | 2013  | 2014  | 2015  | 2016  |
| ----- | ----- | ----- | ----- | ----- | ----- | ----- |
| 1590  | ↘1512 | ↘1505 | ↗1515 | ↘1488 | ↘1469 | ↘1460 |
| 2017  | 2018  | 2019  | 2020  |       |       |       |
| ↗1463 | →1463 | ↗1466 | ↗1470 |       |       |       |